# 白石徳生
白石 徳生（しらいし のりお、1967年1月23日 - ）は、日本の実業家。株式会社ベネフィット・ワン創業者・代表取締役社長。

## 概要
東京都八王子市出身。1989年に拓殖大学経済学部を卒業後、1年間の渡米を経て、株式会社パソナジャパン（現 ランスタッド株式会社） 入社し、その後株式会社パソナの社内ベンチャー1号として、1996年に株式会社ビジネス・コープ（現・株式会社ベネフィット・ワン）を設立。2000年に代表取締役就任。2001年、株式会社ベネフィット・ワンへ社名変更し、2004年にJASDAQ上場、2006年に東証二部上場を果たす。 2012年からは海外進出を開始し、アジア地域および米国・欧州に全7拠点の現地法人を設立する。2018年に東証一部上場を果たした。

## 人物
実家はネクタイの製造業を営んでおり、親戚には経営者が多く、自分も起業するのだろうという意識を幼少期からもっていた。 趣味は、スキー。

## テレビ出演
- 日経スペシャル カンブリア宮殿 ホテルも飲食も格安！ 進化する「福利厚生サービス」の秘密（2015年11月12日、テレビ東京）[4]